# スカイバス航空
スカイバス航空（スカイバスこうくう、Skybus Airlines）は、アメリカ合衆国オハイオ州コロンバスを本拠としていた超格安航空会社である。2008年4月5日に全ての運航を停止、運航期間はわずか1年足らずであった。

## 概要
運賃の最安値は10ドルとし、同国の著名な格安航空会社であるサウスウエスト航空を下回る運賃を目指していた。2007年5月22日から就航を開始し、チケットの予約・購入は同社のウェブサイトを通じて行っていた。ポート・コロンバス国際空港をハブ空港とし、6月までに全米で8都市への直行便を運航し、さらに7月に3都市への直行便の就航を行った。10月よりバハマナッソーおよびメキシコカンクンへの就航を予定していた。
機体はエアバス社のA319型機に統一していた。外装は、オレンジ色のスカイバス社のロゴを基調とした塗装と、広告をほぼ全面に展開したものとが想定されていた。

## 運賃
本航空会社の航空運賃は、税金・燃料費加算などを除いた金額で、最安値を片道10ドルとしていた。これは各便について最低10席は用意されており、低運賃の座席が完売するごとに同一フライトでも運賃は上昇し、順次高い運賃が適用されることとなる。
チェックインにあたって荷物を預ける場合には、所定のサイズ以内の最初の2つの荷物については1つあたり5ドル、それ以降は1つあたり50ドルの料金が必要とされていた。座席は先着順の自由席であるが、優先着席を希望する場合には、一定人数まで10ドルの追加料金を支払うことで可能としていた。機内に飲食物の持ち込みは禁止されており、飲み物や菓子類についても機内で販売していた。ソフトドリンク・菓子類は2ドル、ビールなどのアルコール飲料は5ドルなどの価格設定となっていた。
2歳未満の乳児が大人の膝の上で旅行する場合には、1区間10ドルの管理費用が必要となり、座席を用いる場合には大人同様の運賃としていた。

## 就航都市・空港
ハブ空港（各便はいずれも本空港からの就航）
- オハイオ州コロンバス - ポート・コロンバス国際空港

就航都市・空港
- マサチューセッツ州ボストン - ピース国際空港（ニューハンプシャー州ポーツマス）
- コネチカット州ハートフォード - ウエストオーバー・メトロポリタン空港（マサチューセッツ州チカピー）
- ペンシルベニア州フィラデルフィア、デラウェア州ウィルミントン - ニューカッスル空港（デラウェア州ニューカッスル）
- バージニア州リッチモンド - リッチモンド国際空港
- ノースカロライナ州グリーンズボロ - ピードモント・トライアド国際空港
- フロリダ州ジャクソンビル、デイトナビーチ - セントオーガスティン空港（セントオーガスティン）
- フロリダ州フォートローダーデール - フォートローダーデール・ハリウッド国際空港
- ミズーリ州カンザスシティ - カンザスシティ国際空港
- ワシントン州シアトル、カナダバンクーバー - ベリンガム国際空港（ワシントン州ベリンガム）
- カリフォルニア州サンフランシスコ - オークランド国際空港（オークランド）
- カリフォルニア州ロサンゼルス - ハリウッド・バーバンク空港（バーバンク）
- カリフォルニア州サンディエゴ - サンディエゴ国際空港

（注）空港名の後に所在地を付記している空港は、就航先都市の主たる空港ではなく、近隣の空港を使用しているものである。